# Dakota Ridge
Dakota Ridge es un lugar designado por el censo ubicado en el condado de Jefferson en el estado estadounidense de Colorado. En el Censo de 2010 tenía una población de 32.005 habitantes y una densidad poblacional de 1.288,68 personas por km².

## Geografía
Dakota Ridge se encuentra ubicado en las coordenadas 39°37′9″N 105°8′2″O / 39.61917, -105.13389. Según la Oficina del Censo de los Estados Unidos, Dakota Ridge tiene una superficie total de 24.84 km², de la cual 24.02 km² corresponden a tierra firme y (3.26%) 0.81 km² es agua.

## Demografía
Según el censo de 2010, había 32.005 personas residiendo en Dakota Ridge. La densidad de población era de 1.288,68 hab./km². De los 32.005 habitantes, Dakota Ridge estaba compuesto por el 90.75% blancos, el 0.84% eran afroamericanos, el 0.64% eran amerindios, el 2.66% eran asiáticos, el 0.07% eran isleños del Pacífico, el 2.48% eran de otras razas y el 2.57% pertenecían a dos o más razas. Del total de la población el 11.14% eran hispanos o latinos de cualquier raza.